# Conrad Luckeln
Conrad Luckeln war ein deutscher Formschneider und Gießer. Urkundliche Erwähnungen von Conrad Luckeln findet man in der Zeit von 1551 bis 1575.
Luckeln war ein Schüler von Philipp Soldan, dem spätgotischen Steinmetz, Holzschnitzer, Formschneider, Baumeister und Maler aus Frankenberg. Er war vermutlich ein Sohn von Curt (Conrad) Luckeln/Lückel, der 1521 das Bürgerrecht bekam und von 1553 bis 1550 Ratsmann in Korbach war.

## Werke (Auswahl)
Ofenplatten:
- Gleichnis vom Verlorenen Sohn, 1551/1600.
- Jüngstes Gericht, 1559.
- Die Taufe Christi, um 1567.
- Kreuzigung und Isaaks Opferung.
- Die Geschichte der Suzanne, um 1575, zusammen mit Jost Luppold.

Grabplatten:
- Drei gut erhaltene Grabplatten im Chor der Kirche zu Rhena, Waldeck, für Arnold von Rehen/Rhena 1572 und seine beiden Ehefrauen Katharina von Padberg 1568 und Elisabeth von Spiegel zum Desenberg 1571. Die Grabplatten für die beiden Ehefrauen zeigen u. a. Kreuzigung und Jüngstes Gericht, Modell ursprünglich für Ofenplatten gedacht.